# فا (موسيقى)

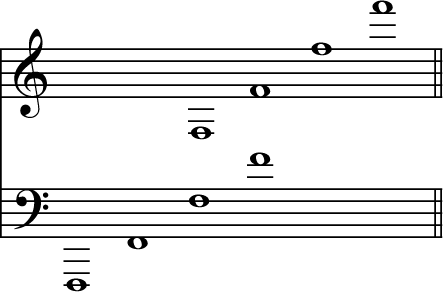

نغمة فا (يرمز لها F) هي رابع درجة موسيقية في السلم دو الكبير و تدعى وظيفيا بالدرجة تحت-المسيطرة (صول) في هذا السلّم. هي أيضا سادس درجة موسيقية في السلم لا الصغير و تدعى وظيفيا بالدرجة فوق-المسيطرة (مي) الخاصّة بهذا السلّم.
نغمة فا متعادلة نغميا مع علامة مي#.

## اقرأ أيضاً
- درجة موسيقية
- سلم موسيقي